# Leszno (Kiełpino)
Leszno (kaszub. Lészno) – kolonia kaszubskiej wsi Kiełpino w Polsce, położona w województwie pomorskim, w powiecie kartuskim, w gminie Kartuzy, przy drodze wojewódzkiej nr 224.
W latach 1975–1998 kolonia administracyjnie należała do województwa gdańskiego.
We kolonii na przebiegającej przez nią linii kolejowej nr 214 Somonino – Kartuzy znajduje się nieczynny przystanek kolejowy o nazwie Leszno Kartuskie.